# Chloris sesquiflora
Chloris sesquiflora là một loài thực vật có hoa trong họ Hòa thảo. Loài này được Burkart mô tả khoa học đầu tiên năm 1968.